# Hieracium mesopsilum
Hieracium mesopsilum es una especie de planta con flor del género Hieracium, de la familia Asteraceae, orden Asterales.

## Distribución
Hieracium mesopsilum se distribuye por Noruega.

## Taxonomía
Fue descrita científicamente por Omang.